# 日吉章
日吉 章（ひよし あきら、1933年（昭和8年） - ）は、日本の大蔵・防衛官僚。元防衛事務次官。和歌山県出身。

## 来歴
和歌山県立田辺高等学校、東京大学法学部第2類（公法コース）卒業。東大卒業後、大蔵省入省（為替局総務課）。東海財務局長、大蔵省大臣官房審議官（理財局担当）等を経て防衛庁に転じ、経理局長、防衛局長、長官官房長を経て、1991年（平成3年）防衛事務次官に就任。事務次官在職中の1993年（平成5年）に自宅で時限式爆発物が爆発する事件があった。
退官後は全国防衛協会連合会理事長等を務める。2005年（平成17年）には瑞宝重光章を受章した。

## 略歴
- 1958年（昭和33年）9月29日 国家公務員採用上級試験（法律）合格
- 1959年（昭和34年）東京大学法学部第2類（公法コース）卒業、大蔵省入省
- 1963年（昭和38年）7月 理財局地方資金課調査主任[2]
- 1965年（昭和40年）7月1日 福知山税務署長
- 1966年（昭和41年）防衛庁経理局会計課長補佐
- 1969年（昭和44年）理財局総務課長補佐（総合資金・産業資金）[3]
- 1971年（昭和46年）理財局資金課長補佐（公共投資第二）[4]
- 1972年（昭和47年）理財局資金課長補佐（公共投資第一）[5]
- 1973年（昭和48年）7月 理財局資金第一課長補佐
- 1973年（昭和48年）銀行局銀行課長補佐（総括・都市銀行等）[6]
- 1975年（昭和50年）銀行局総務課長補佐（総括）[7]
- 1976年（昭和51年）石川県総務部長
- 1978年（昭和53年）7月3日 大蔵省主計局給与課長
- 1980年（昭和55年）6月25日 大蔵省主計局主計官（外務、経済協力、通商産業担当）
- 1982年（昭和57年）6月11日 大蔵省銀行局中小金融課長
- 1983年（昭和58年）6月7日 大蔵省銀行局総務課長
- 1984年（昭和59年）6月27日 東海財務局長
- 1985年（昭和60年）6月25日 大蔵省大臣官房審議官（理財局担当）
- 1986年（昭和61年）6月10日 防衛庁長官官房防衛審議官
- 1987年（昭和62年）6月23日 防衛庁経理局長
- 1988年（昭和63年）6月14日 防衛庁防衛局長
- 1990年（平成2年）7月2日 防衛庁長官官房長
- 1991年（平成3年）10月18日 防衛事務次官
- 1993年（平成5年）6月25日 退官
- 2005年（平成17年）4月29日 授瑞宝重光章